# Josef Krämer (Politiker, 1904)

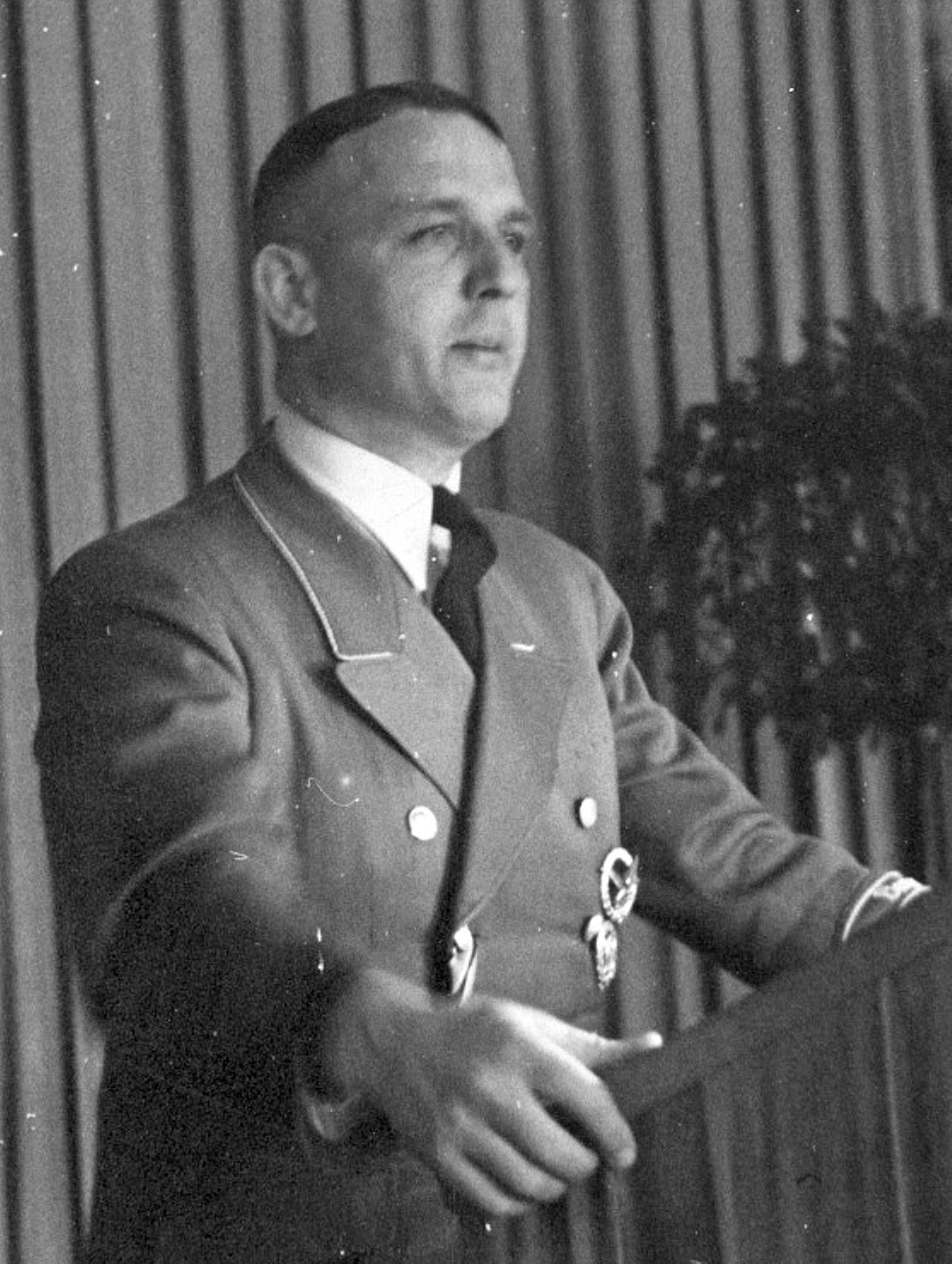
Josef Krämer

Josef Krämer (* 30. Januar 1904 in Heidergansfeld; † 25. Dezember 1980 in Köln) war ein deutscher Politiker der NSDAP.

## Leben
Nach dem Schulbesuch studierte Krämer von 1923 bis 1926 Rechtswissenschaften in Köln und promovierte 1928 zum Dr. jur. 1923 wurde er Mitglied der katholischen Studentenverbindung KDStV Rheinland Köln im CV. 1925 war er Vorsitzender der Kölner Studentenschaft, 1926 Leiter des Kreises Westdeutschland der Deutschen Studentenschaft und Hochschulpolitischer Referent im Windthorstbund, der Jugendorganisation der Deutschen Zentrumspartei. Von 1931 bis 1941 war er Rechtsanwalt in Köln.
Im Jahr 1931 radikalisierte sich Krämer, trat der SA bei und zum 1. September 1931 in die NSDAP ein (Mitgliedsnummer 608.058). Im April 1933 wurde er zum Kreisleiter in Köln-Stadt ernannt. Ab 1933 war Krämer Gauführer im Bund Nationalsozialistischer Deutscher Juristen (BNSDJ) und später dort Gauobmann. Seit 1933 war er Stadtverordneter, ab 1934 bis 1943 Ratsherr der im Oktober 1935 umbenannten „Hansestadt Köln“. 1938 war er Gaurechtsamtsleiter des Gaues Köln-Aachen. Ferner gehörte Krämer 1933 zu den Gründungsmitgliedern der nationalsozialistischen Akademie für Deutsches Recht Hans Franks.
Nachdem Krämer am 29. März 1936 erfolglos bei der Reichstagswahl kandidiert hatte, trat er am 9. Dezember 1940 im Nachrückverfahren für den verstorbenen Abgeordneten Karl Georg Schmidt als Abgeordneter in den nationalsozialistischen Reichstag ein, in dem er bis zum Ende der NS-Herrschaft im Frühjahr 1945 den Wahlkreis 32 (Baden) vertrat.
Von April 1941 an war er bei der Wehrmacht. Im besetzten Polen wurde er am 26. Oktober 1942 als Nachfolger von Heinz Werner Schwender Kreishauptmann im Kreis Łowicz im Distrikt Warschau unter dem Gouverneur Ludwig Fischer. Nach ihm wurde in Łowicz Claus Peter Volkmann zum Kreishauptmann, denn ab dem 1. Mai 1943 wurde Krämer Stadthauptmann der Hauptstadt des Generalgouvernements Krakau, dort wechselten die Distriktgouverneure von Richard Wendler zu Ludwig Losacker und Curt Ludwig Ehrenreich von Burgsdorff. Zum Kriegsende war er noch stellvertretender Kreisleiter der NSDAP in Hameln.
Nach dem Krieg arbeitete er bis zu seiner Verhaftung am 30. September 1945 unter falschem Namen bei der Feldschlößchen Brauerei in Braunschweig. Vom Britischen Militärgericht Braunschweig wurde Krämer am 27. April 1946 wegen Kriegsverbrechen zu sieben Jahren Gefängnis verurteilt und am 22. April 1950 vorzeitig aus der Haft entlassen. Bei der Entnazifizierung wurde er am 20. September 1951 als Minderbelasteter (III) eingestuft, dennoch konnte er wieder als Rechtsanwalt in Köln tätig werden. Ein Verfahren wegen der Beteiligung der Kreishauptleute an den NS-Verbrechen im besetzten Polen wurde am 26. Februar 1960 bei der Staatsanwaltschaft Hannover eingestellt.

## Schriften
- Der Sonderschutz des Grundstückszubehörs bei der Pfändung. Köln 1928. (Dissertation) DNB 570479223